# 2003년 KTEC KPGA 위너스 챔피언쉽
2003년 KTEC KPGA 위너스 챔피언쉽(2003 KTEC KPGA Winners Championship)은 2003년 MBC 게임의 이벤트 형식의 대회이다.

## KTEC KPGA 위너스 챔피언쉽
- 리그기간 : 2003년 1월 23일 ~ 2003년 3월 22일
- 리그방식
  - 10인이 참가하여 풀리그를 치른다.(5명씩 2개조로 나눠 풀리그)
  - 조 1, 2위는 4강에 진출한다. (4강전 : A조 1위 vs B조 2위, A조 2위 vs B조 1위 → 결승전 : 4강 A조 승자 vs 4강 B조 승자)
  - 목요일 2개조 2경기씩 (A조 2경기, B조 2경기) 방송한다.
  - 결승진출자 2명은 다음시즌 시드를 배정받는다.
- 특이사항
  - MBC게임 최초의 왕중왕전 성격의 대회
  - 결승전 장소 : 여의도 공원

### 본선

#### 10강전
| A조            | B조            |
| -------------- | -------------- |
| 이윤열 4승     | 김현진 2승 2패 |
| 홍진호 3승 1패 | 박정석 1승 3패 |
| 장진남 2승 2패 | 임요환 3승 1패 |
| 최인규 1승 3패 | 조용호 1승 3패 |
| 임성춘 4패     | 박신영 3승 1패 |

#### 4강전 ~ 결승전
|  | 준결승전 | 준결승전 | 준결승전 |  |  | 결승전 | 결승전 | 결승전 |
|  |          |          |          |  |  |        |        |        |
|  | A1       | 이윤열   | 1        |  |  |        |        |        |
|  | B2       | 임요환   | 3        |  |  |        |        |        |
|  |          |          |          |  |  | W1     | 임요환 | 1      |
|  |          |          |          |  |  | W2     | 홍진호 | 3      |
|  | A2       | 홍진호   | 3        |  |  |        |        |        |
|  | B1       | 박신영   | 0        |  |  | 3위    | 3위    | 3위    |
|  |          |          |          |  |  |        |        |        |
|  |          |          |          |  |  | L1     | 이윤열 | 3      |
|  |          |          |          |  |  | L2     | 박신영 | 1      |